# Kooraste

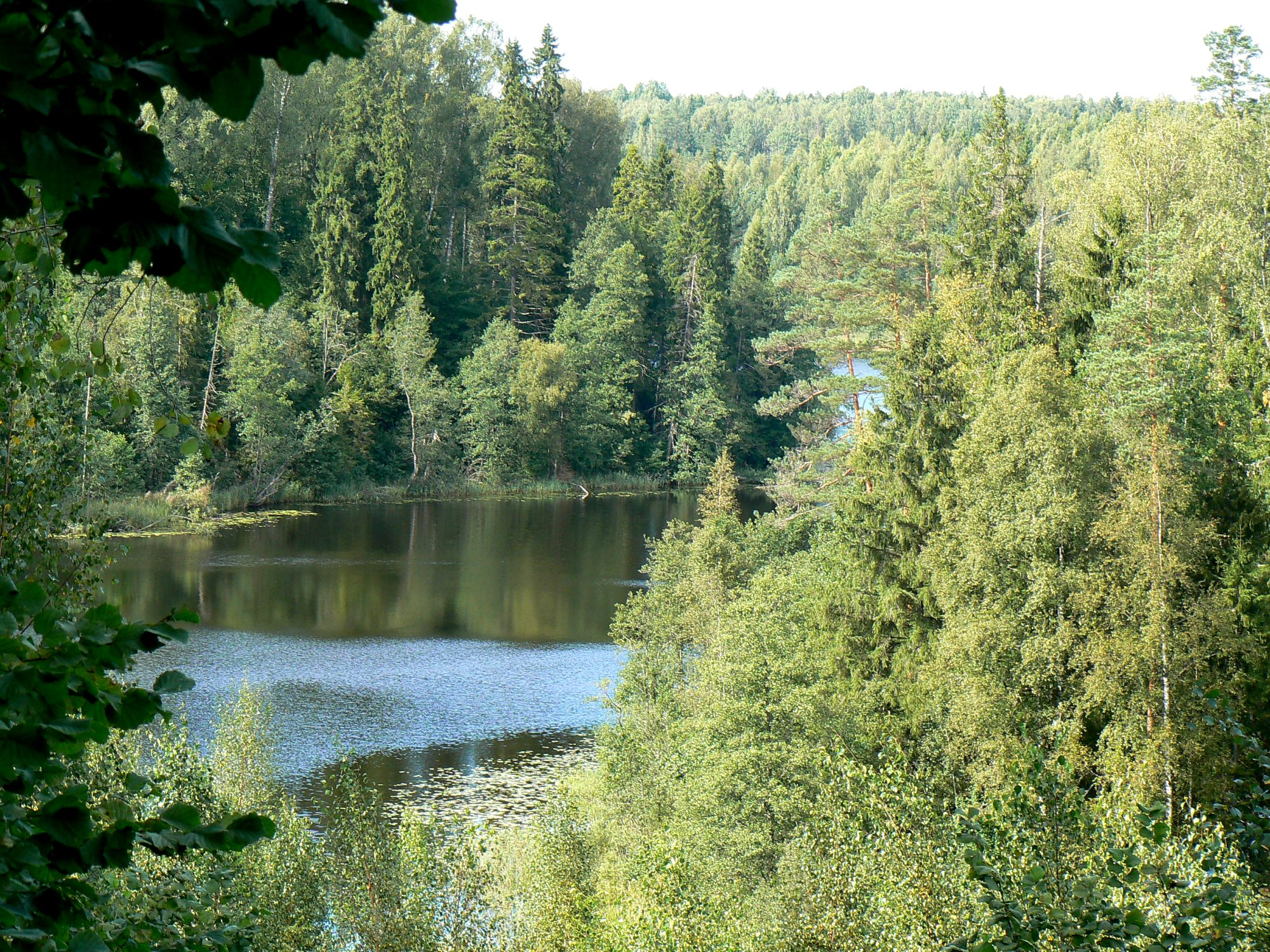
Pikkjärv, lago em Kooraste

 Kooraste é uma pequena vila na Estônia, localizada na província de Põlvamaa. A população da vila é de cerca de sessenta pessoas, e é conhecida por suas tradições folclóricas e beleza natural. A área circundante é caracterizada por florestas densas, lagos e riachos.
Kooraste tem uma rica história cultural e tem sido um local popular para artistas e escritores. Em 1905, o famoso escritor estoniano Oskar Luts escreveu um livro chamado "Kevade" ("Primavera"), que foi ambientado na vila. O livro se tornou um clássico da literatura estoniana e ainda é lido e estudado em todo o país.
É também conhecida por suas tradições de Páscoa. A vila abriga uma igreja luterana que data do século XVIII, e as celebrações de Páscoa são realizadas lá todos os anos. Durante as celebrações, os habitantes locais vestem trajes tradicionais, decoram ovos de Páscoa e realizam outras atividades festivas.
Hermann Guido von Samson-Himmelstjerna nasceu na vila de Kooraste. Ele foi um escritor e etnógrafo alemão-báltico, conhecido por suas obras que descrevem a vida e as tradições dos estonianos.